# Подводный монитор
Подводный монитор (другое название подводный дредноут) — тип подводных лодок, характеризующийся наличием артиллерии большого (линкорного) калибра. 
Причиной появления подобной концепции стала неэффективность торпедных аппаратов того времени при дальности действия более 900 метров. Поэтому было принято решение оснастить подлодки артиллерией большого калибра.
Представителями подводных мониторов являлись британские подводные лодки типа М, построенные в 1916—1919 годах. Существовали и другие типы подлодок, оснащенных артиллерийским вооружением, но подводные мониторы класса М стали рекордсменами по калибру своих орудий (305 миллиметров) среди подводных лодок всех эпох (хотя по суммарной артиллерийской мощи они уступали Сюркуфу с его двумя 203-миллиметровыми орудями).

## Подводные лодки типа М
Характерными и единственными представителями подводных мониторов являлись британские дизель-электрические подводные лодки типа М, построенные в 1916—1919 годах. Уникальной особенностью этого типа подлодок являлись орудия калибра 305 миллиметров (12 дюймов) весом в 60 тонн, размещенные в специальной башне впереди боевой рубки.
Проект создания «подводных дредноутов» был представлен 5 августа 1915 года Фишером. Предполагалось, что подлодки типа М будут сближаться с вражескими кораблями в подводном положении, потом всплывать, производить выстрел из заранее заряженного орудия и снова уходить под воду (при этом время нахождения подлодки в надводном положении составляло всего 45 секунд).
Орудие подводного монитора являлось моделью Mark IX длиной 40 калибров. Орудие с установкой имело вес в 120 тонн, боезапас — 29 тонн. Заряжание орудия было возможно только в надводном положении и осуществлялось внутри зарядного отсека. В подводном положении ствол орудия запирался специальной герметичной пробкой, управляемой электромотором из зарядного отсека. Угол горизонтального наведения: 15 градусов, угол возвышения — 20 градусов и угол снижения — 5 градусов вниз. Боекомплект — 40 снарядов.
Скорость подлодок: 15 узлов в надводном положении и 10 узлов — в подводном. Время погружения: 30 секунд.
Тип М состоял из 4 подлодок: М1, М2, М3 и М4.
Подлодки серии М1 — М4 были построены вместо К-18 — К-21 (последних подлодок серии К), однако они не имеют с турбинными подлодками серии К ничего общего.
В связи с ограничениями Вашингтонского мирного договора с М2 и М3 были сняты пушки.